# Sociedad Forestal Mexicana
La Sociedad Forestal Mexicana se constituyó el 11 de noviembre de 1921 como una institución científica, con la finalidad de conservar los bosques que no se habían perdido y restituir los devastados. Los participantes afirmaron el vital papel de la vegetación forestal, no solo por su valor económico, sino también biológico y su influencia en la salud: por su importancia para regular el clima, mantener las aguas corrientes y subterráneas, proteger el suelo de su degradación, coadyuvar a la buena práctica de la agricultura y la ganadería; por su trascendencia en el mejor aprovechamiento de la irrigación y la fuerza motriz; por ser el entorno natural necesario para la conservación de especies animales silvestres; y por su benéfica influencia en el buen ánimo y salud mental de las personas, al otorgar belleza al campo y las ciudades, espacios de reunión a jóvenes y adultos.
Tiene 292 números editados por la revista México Forestal.